# The True Cost
The True Cost è un film documentario del 2015 diretto da Andrew Morgan che si concentra sul fast fashion. Discute diversi aspetti dell'industria dell'abbigliamento, dalla produzione - principalmente sfruttando la vita dei lavoratori a basso salario nei Paesi in via di sviluppo - ai suoi effetti collaterali come l'inquinamento delle acque e del suolo, la contaminazione da pesticidi e le malattie, fino alla morte. Utilizzando un approccio che guarda agli aspetti ambientali, sociali e psicologici, esamina anche il consumismo e i mass media, collegandoli al capitalismo globale. Il documentario è realizzato a partire da interviste con ambientalisti, lavoratori dell'industria della moda, proprietari di fabbriche e persone che organizzano società di commercio equo o promuovono la produzione di abbigliamento sostenibile.
Morgan si è interessato a questa tematica in seguito al crollo del Rana Plaza di Savar del 2013, quando un edificio commerciale in Bangladesh chiamato, appunto, Rana Plaza è crollato e ha ucciso 1134 lavoratori. Avviato il progetto nell'ottobre di quell'anno, Morgan si è recato in tredici paesi per raccogliere informazioni e condurre interviste. Il documentario è stato finanziato da Kickstarter e presentato in anteprima durante il Festival di Cannes 2015, nel maggio 2015, prima della sua uscita in alcune sale americane e britanniche alla fine del mese. I critici sono stati sia positivi che sprezzanti, con recensioni che vanno dal "documentario di vitale importanza" al "vago agitprop liberale".

## Trama
The True Cost si apre con una frase significativa: "This is the story about the cloth we are, people who make these clothes, and the impact the industry is having on our world", quindi: "Questa è la storia dei vestiti che siamo, delle persone che producono questi vestiti e dell'impatto che l'industria sta avendo sul nostro mondo". Il tema trattato dal documentario è complesso perché riguarda tutto il mondo.
Il film è caratterizzato da continui interventi di alcuni intervistati, come Lucy Siegle, giornalista e autrice, che si occupa da un decennio di sostenibilità. Vengono anche citate marche conosciute, come H&M, Zara e Topshop.
Dopo una presentazione generale del tema, il documentario mostra l'evento che ha ispirato il regista: il crollo dell'edificio Rana Plaza, in Bangladesh. Nel documentario vengono mostrate, inoltre, le condizioni di lavoro e di vita dei lavoratori nel mondo della moda nei Paesi in via di sviluppo. In totale, viene stimato che, nel mondo, sono 40 milioni i lavoratori nel tessile; 4 milioni di questi sono in Bangladesh; l'85% sono donne.
Dopodiché, il film sposta l'attenzione sulla coltura del cotone GM, un tipo di coltura relativamente nuovo, creato con sementi geneticamente modificate. Viene poi presentato un problema correlato a questo tema: quello dei pesticidi.
L'ultimo tema introdotto è quello dell'inquinamento; un esempio riportato è quello dei fiumi inquinati dalle industrie della moda.

### Temi
In The True Cost, il regista Morgan mostra come l'industria dell'abbigliamento, in particolare il business del fast fashion, sia collegata al consumismo, alla globalizzazione, al capitalismo, alla povertà e all'oppressione. Il fast fashion è, secondo quanto detto nel film, la combinazione fra moda e prezzo.
La produzione di moda è ormai ampiamente globalizzata, ma anche delocalizzata. Un esempio riportato è che 1 camicia su 6 venduta negli USA è prodotta a Dongguan, in Cina.
Nel documentario, viene sottolineato un radicale cambiamento nella moda, soprattutto quella americana: negli anni '60, l'industria della moda statunitense ha prodotto il 95% degli abiti che gli americani indossavano, mentre nel 2010 solo il 3% è stato prodotto negli Stati Uniti, mentre il resto nei Paesi in via di sviluppo. Operando in Stati come Bangladesh, India, Cambogia e Cina, i produttori dei grandi marchi riducono al minimo i costi e massimizzano i profitti, generando un'elevata competizione nella produzione in quei Paesi. Competendo fra loro sul prezzo, le multinazionali fanno affari a prezzi sempre più bassi. I brand internazionali, infatti, esercitano una grande pressione sui proprietari delle fabbriche del posto, minacciando di chiudere lo stabilimento e spostare la produzione in un altro Paese nel caso in cui non raggiungano un livello di economicità adeguato; i proprietari, a loro volta, fanno pressione sui loro lavoratori. Uno di loro, infatti, dichiara: "They're hampering me, I'm hampering my workers", ovvero "[I brand] Mi stanno ostacolando, io sto ostacolando i miei lavoratori".
Secondo il regista, nonostante la produzione di abbigliamento sia un'industria da tre trilioni di dollari, le condizioni di lavoro in quei Paesi sono pessime. Oltre a dover lavorare in condizioni difficili e vivere con salari bassi, questi lavoratori hanno difficoltà a rivendicare i propri diritti, che in realtà vengono calpestati: in Bangladesh, il secondo Paese esportatore dopo la Cina, i lavoratori del tessile vengono pagati 2$ al giorno. Quando insorgono, rivolgendosi ai sindacati, vengono percossi dai loro datori di lavoro. A Dhaka, i dipendenti devono lavorare all'interno di edifici pericolanti, in ambienti con temperature troppo elevate e dove respirano sostanze chimiche. In Cambogia, invece, in caso di protesta la polizia spara contro di loro.
L'evento che ha suscitato l'interesse del regista per la realizzazione del film è stato il crollo di un edificio. Infatti, il documentario mostra gli eventi accaduti nel 2013 nel distretto di Dhaka, nella città di Savar, che riguardano il crollo dell'edificio commerciale Rana Plaza, alto otto piani. Poco prima, i dipendenti erano stati costretti a entrare nella fabbrica, nonostante fossero state rilevate crepe nell'edificio, precedentemente dichiarato inagibile.
Il documentario cita altre tre tragedie nel mondo della moda, come quella di Ali Enterprises.
Il film mostra come la domanda di cotone in India abbia portato alla nascita della piantagione di un cotone geneticamente modificato (GM), e come il monopolio inerente al suo utilizzo da parte delle aziende sementiere provochi un aumento del prezzo del cotone. L'aumento del prezzo delle sementi non è sostenibile da parte degli agricoltori; molti di loro, perdendo la loro terra, si suicidano. Negli ultimi anni, riporta il film, 1 contadino ogni 30 si toglie la vita. Le coltivazioni GM hanno bisogno di più pesticidi; ciò causa danni all'ambiente e alle persone che vivono in quei territori; sono state, infatti, rilevate disabilità mentali e fisiche tra le persone del Punjab, e un aumento del tasso di cancro. Da 70 a 80 bambini per villaggio si ammalano in India. Il documentario afferma che, a volte, le aziende che producono i pesticidi sono le stesse che producono i farmaci necessari a curare queste malattie. Uno scenario simile si verifica, ad esempio, nei campi di cotone contaminati in Texas, dove i pesticidi stanno causando tumori cerebrali. L'industria dell'abbigliamento è la seconda industria più inquinante al mondo, secondo ciò che il film sostiene. A sostegno di quest'ipotesi, viene mostrato come le concerie di cuoio a Kanpur, in India, versano il cromo nel fiume Gange.
Dopo aver affrontato il tema della produzione, il documentario rivolge la propria attenzione al tema dei consumi, focalizzandosi sul contesto occidentale. In particolare, si osserva come in America i media influenzino i desideri delle persone - in particolare degli adolescenti - di acquistare e creare un'identità incentrata sul consumo. Ciò è confermato da un aumento del consumo di abbigliamento del 500% a livello mondiale rispetto agli anni '90. Tuttavia, gli americani si sbarazzano dei vestiti rapidamente; un americano medio butta 82 libbre (37 kg) di tessuti all'anno. Negli USA, vi sono 11 milioni di tonnellate di rifiuti tessili. Solo il 10% dei vestiti donati va nei negozi dell'usato; il resto finisce nelle discariche, come quelle di Port-au-Prince, Haiti. Oltre all'indebolimento delle industrie locali a causa di questo costante smaltimento, la terra e l'acqua sono inquinate perché la maggior parte degli indumenti è realizzata con materiali non biodegradabili.
Durante il film, Morgan mostra persone che difendono i prezzi bassi come Benjamin Powell del Free Market Institute della Texas Tech University e Kate Ball-Young, ex responsabile del sourcing di Joe Fresh. Ball-Young afferma che, rispetto ad alternative di lavoro più precarie, l'industria della moda è una buona scelta per i lavoratori. Powell sostiene che le fabbriche di manodopera sono "part of the very process that raises living standards and leads to better working conditions over time", quindi "parte del processo stesso che innalza gli standard di vita e porta a migliori condizioni di lavoro nel corso del tempo".
In opposizione, il film mostra un coltivatore di cotone biologico del Texas, l'attivista per la moda ecologica Livia Firth e la sua società di consulenza, focalizzata sulla sostenibilità, e persone che gestiscono aziende di abbigliamento del commercio equo e solidale, come l'attivista per i diritti degli animali Stella McCartney, Safia Minney di People Tree, Christina Dean di Redress e Vincent Stanley di Patagonia.
Altre persone intervistate e che appaiono nel film sono: i personaggi televisivi Stephen Colbert e John Oliver, l'economista Richard D. Wolff,  John Hilary dell'ente benefico War on Want, il professore di media studies Mark Crispin Miller, lo psicologo Tim Kasser, il medico Pritpal Singh, e gli ambientalisti Rick Ridgeway e Vandana Shiva.

## Produzione
The True Cost è stato prodotto dalla Morgan's Untold Creative in associazione con Life is My Movie Entertainment. Il budget utilizzato per il documentario è di 500.000 dollari, ottenuti grazie alle donazioni di investitori del progetto e la piattaforma Kickstarter che con i suoi fondi ha contribuito con 76.546 dollari. Morgan ha rifiutato finanziamenti di denaro da parte di società, organizzazioni non governative e fondazioni per mantenere il progetto "autonomo". A partire dall'ottobre 2013, Morgan ha viaggiato per venticinque città in tredici paesi in un arco temporale di due anni, durante il quale ha potuto raccogliere informazioni e condurre interviste. Alcune delle interviste sono state rese possibili grazie agli sforzi della produttrice esecutiva Livia Firth, che ha introdotto Morgan al tema della moda sostenibile. Morgan inizialmente aveva programmato di intervistare Livia Firth, ma quest'ultima, venuta a conoscenza del progetto, gli ha consigliato altre persone a cui rivolgersi. Firth è stata fortemente coinvolta nella realizzazione del progetto e, dopo aver completato diverse interviste con lei, Morgan ha mostrato a Firth il montaggio finale e l'ha nominata produttrice esecutiva del film. Il regista aveva anche programmato alcune interviste con 25 grandi marchi di moda, nessuno dei quali ha accettato di apparire nel film.
Nonostante non conoscesse l'industria della moda, Morgan decise di realizzare un film sull'argomento dopo essere rimasto scioccato dalla notizia del crollo del Rana Plaza. Il regista ha dichiarato di aver compreso l'importanza di realizzare il documentario dopo aver trascorso diversi giorni a raccogliere informazioni e scoprire le violazioni dei diritti umani messe in atto nel settore e i suoi disastrosi impatti sull’ambiente. La produttrice esecutiva ed ecoattivista Lucy Siegle che, come Morgan, non è un'esperta di moda, ha dichiarato che non le piacciono questi film in quanto di solito si limitano ad esplorare gli aspetti estetici dell'industria. Secondo lei ciò che differenzia The True Cost è che il docufilm in modo graduale "svela la catena di fornitura globale, cruda e cupa del fast fashion". Tuttavia, il film volutamente non fornisce agli spettatori una risposta chiara su come risolvere i problemi. Morgan ha commentato: "Probabilmente sono più orgoglioso del fatto che abbiamo evitato risposte facili e invece abbiamo scelto di fidarci delle persone per sentire e riflettere profondamente sulle questioni sollevate".
Gli obiettivi finali di Morgan, dietro la realizzazione del film, non erano incolpare una singola azienda né l’industria del fast fashion in quanto "non ha inventato un modo di produzione irresponsabile, non ha inventato l'overmarketing del consumo di cose". Il documentario vuole essere un avvertimento sul "consumo incessante di roba mediocre” e un incentivo a vedere lo shopping come qualcosa di più di un hobby, aggiungendo che l'acquisto è “un atto morale e ci sono reazioni a catena di conseguenza”. Il regista ha anche affermato che il suo intento non era di essere "anti-business o anti-market", ma di riaffermare i diritti umani fondamentali e mostrare i limiti delle risorse naturali.
La speranza di Morgan con The True Cost era di innescare un dibattito sul tema e “rendere le persone più consapevoli e scegliere le cose che sostengono la vita e non che la portano via“. Morgan offre vari esempi di come le persone possano fare la differenza, non mostrando semplicemente “i modi distruttivi in cui opera questo settore, ma anche le opportunità di reinventarlo attraverso piccole scelte che avranno effettivamente un impatto sui grandi problemi”. In conclusione, Morgan considera il suo documentario come un’introduzione all’argomento, che tratta diversi aspetti legati a questa tematica, ognuno dei quali varrebbe la pena di essere trattato in un film.

### Riprese
Il film è stato girato in tredici Paesi, si è svolto durante le settimane della moda a Londra, Parigi, Milano, New York e Los Angeles, e inoltre nel sud-est asiatico: Bangladesh, Cambogia, Cina, Hong Kong, Giappone, India e Uganda. Il regista afferma che: “Questo doveva essere un film globale perché è uno dei veri grandi problemi globali dei nostri tempi... Quindi l'attenzione non è davvero sul luogo”.
Secondo il regista bisogna focalizzare la propria attenzione sulle storie delle persone i cui racconti ed esperienze di vita conducono lo spettatore fino alla conclusione del docufilm.
Morgan dichiara “Abbiamo seguito una lavoratrice tessile di ventidue anni di nome Shima Akter che lavora a Dhaka, in Bangladesh. Abbiamo seguito una donna di nome Safia Minney, proprietaria di un'azienda di abbigliamento del commercio equo e solidale chiamata People Tree, a Londra e Tokyo. E poi abbiamo seguito un coltivatore di cotone a Luc, in Texas, di nome Lorey Pepper. Intorno a queste tre storie abbiamo incontrato un intero gruppo di esperti, dagli economisti ai grandi influencer nello spazio della moda, e sia attivisti che designer tradizionali, persone come Stella McCartney e marchi come Patagonia.”

## Distribuzione
Venne inizialmente pubblicato su Netflix ed è diventato disponibile in tutto il mondo, in più di 190 paesi, diventando il suo film di maggior successo fino ad oggi.
Al film, realizzato in lingua inglese, sono stati poi aggiunti i sottotitoli in 17 lingue diverse: inglese, francese, italiano, tedesco, giapponese, spagnolo (America Latina ed europeo), portoghese (brasiliano ed europeo), hindi, cinese (semplificato e tradizionale), coreano, arabo, olandese, danese, finlandese, norvegese, svedese e islandese.
Nel luglio 2019 il film venne rimosso dalla piattaforma Netflix per motivi non ancora chiari; probabilmente, perché il numero delle visualizzazioni era ridotto e la scadenza della licenza, costosa, era prossima.
Per un breve periodo è stato disponibile su Prime Video e oggi si può vedere a pagamento sul sito originale del film, https://truecostmovie.com/, con l’opportunità di noleggiarlo o acquistarlo in streaming sia acquistando il DVD o Blu-ray Disc.

## Accoglienza

### Critica
The True Cost è stato accolto dalla critica in modi contrastanti: sull'aggregatore di recensioni e sito web Rotten Tomatoes il film ha ottenuto un punteggio medio del 63% sul 100%; su Metacritic ha ottenuto un voto di 46 su 100 e infine su Imdb il pubblico lo ha votato con 7.7 su 10.

### Incassi
Gli incassi, al botteghino internazionale, ammontano a $230,362.

### La reazione dei brand di moda
Considerando che il film critica l’ampio sistema capitalistico le cui conseguenze sono il crescente materialismo e consumismo, che nell’ambito della moda hanno portato all’invenzione del fast fashion, il regista Morgan afferma che secondo lui “In mezzo a tutte le sfide che oggi dobbiamo affrontare, a tutti i problemi che sembrano più grandi di noi e al di fuori del nostro controllo, forse potremmo iniziare da qui, dall’abbigliamento”.
Dopo il rilascio del docufilm, le aziende che sono state indirettamente oggetto di critica si sono difese contro le accuse per mezzo di un articolo della CNBC[. In particolare, H&M e Zara, sono i brand che si sono esposti al fine di proteggere la propria reputazione.
Uno dei rappresentanti di H&M ha comunicato che “il film solleva importanti questioni per l’industria della moda, cosa che H&M accoglie con favore”, proprio per questo motivo il gruppo ha intrapreso “passi significativi per affrontare le valide preoccupazioni sollevate”. A titolo di esempio H&M ha citato che ora è il più grande utilizzatore di cotone biologico al mondo, e utilizza tecnologie che gli consentono di realizzare nuovi capi di abbigliamento da tessuti riciclati, limitando quindi l’uso di risorse naturali.
“Vogliamo che i nostri clienti si sentano orgogliosi di indossare abiti realizzati in Bangladesh e Cambogia e abbiano la certezza che sono stati prodotti nel rispetto dell'ambiente e delle persone che li hanno realizzati", ha dichiarato l'azienda. "Crediamo che convenienza e sostenibilità possano andare di pari passo e dimostreremo apertamente il nostro impegno per soddisfare questa ambizione".
Un rappresentante di Inditex, casa madre di Zara, ha affermato che nonostante gran parte della sua produzione avvenga in aree europee, "l'azienda ha implementato procedure dirette per monitorare tutta la catena di fornitura attraverso nove cluster nelle diverse aree geografiche".
Inoltre, L'azienda ha aggiunto di lavorare con la Federation of Unions IndustriALL, che rappresenta 50 milioni di lavoratori in tutto il mondo, e segue le linee guida del programma Better Factories dell'Organizzazione Internazionale del Lavoro, nonché i criteri del Global Compact delle Nazioni Unite.
"Inditex concorda con l'opinione di Ethical Trading Initiative e comprende che tutto il margine di miglioramento in questo infinito compito di realizzare migliori catene di approvvigionamento deve provenire dallo sforzo congiunto di tutti gli attori coinvolti nel settore", ha affermato l'azienda.
Forever 21 ha rifiutato di commentare.
Tuttavia, nonostante Morgan prenda posizione contro aziende di fast-fashion tra cui H&M, Zara e Forever 21, afferma: "non voglio dare tutta la colpa [al] retro del fast fashion". “Non ha inventato un modo di produrre irresponsabile, non ha inventato l'eccessivo marketing del consumo di cose... È appena arrivato e lo ha portato il più lontano possibile."[